# 브랜던 플린
브랜던 플린(Brandon Flynn, 1993년 10월 11일 ~ )은 미국의 배우이다. 넷플릭스 오리지널 드라마 《루머의 루머의 루머》의 저스틴 폴리 역으로 유명하며, 단편 영화 《홈 무비》 및 《브레인데드》에서 마이크 인턴으로 출연했다.

## 생애
플린은 플로리다주 마이애미에서 태어났으며 New World School of Arts 고등학교를 다녔다. 그는 2016년 뉴저지의 Rutgers University에서 Mason Gross School of Arts를 졸업했으며, Fine Arts에서 학사 학위를 받았다. 그의 첫 번째 역은 그가 열 살 때였으며, 피터팬의 뮤지컬 버전에서 스미(Mr. Smee)를 연기했다. 브랜든의 성 '플린'은 아일랜드어로 에메랄드 아일과의 부계 연결을 나타낸다.

## 사생활
플린은 2017년 9월부터 영국 싱어송라이터 샘 스미스와 교제하였으나 2018년 6월 결별했다.

## 출연 작품
| 연도      | 제목               | 역할        | 비고                           |
| --------- | ------------------ | ----------- | ------------------------------ |
| 2016      | 브레인데드         | 마이크 인턴 | 게스트 역할; 1화               |
| 2017      | 홈 무비            | 자신        | 짧은 영화                      |
| 2017-2020 | 루머의 루머의 루머 | 저스틴 폴리 | 주연; 13화 (시즌 1 , 2 , 3 ,4) |
| 2022      | 헬레이저           | 맷          | Hulu                           |